# Ioan al XII-lea al Constantinopolului
Ioan al XII-lea (în greacă Ιωάννης ΙΒ΄, transliterat: Ioannes 12; n. prima jumătate a secolului al XIII-lea, Sozopolis – d. după 1308) a fost un cleric ortodox bizantin, care a îndeplinit funcția de patriarh ecumenic al Constantinopolului de la 1 ianuarie 1294 până la 21 iunie 1303.

## Biografie

### Alegerea ca patriarh
S-a născut în prima parte a secolului al XIII-lea în orașul Sozopolis de pe țărmul vestic al Mării Negre (acum Sozopol, Bulgaria) și a purtat inițial numele de Kosmas, sub care a fost cunoscut în perioada cât a dus o viață laică. După moartea soției sale, s-a călugărit, a dus o viață ascetică și a devenit egumenul Mănăstirii Pammakaristos și duhovnic al împăratului. A fost ales în funcția de patriarh al Constantinopolului la 1 ianuarie 1294 în locul lui Atanasie I (1289–1293 și 1303–1310), care devenise tot mai nepopular, ca urmare a opoziției sale față de reconcilierea bisericească pe care împăratul Andronic al II-lea încerca să o realizeze cu Roma pentru a evita conflictele cu Carol de Anjou și a încercărilor sale de reformare a disciplinei bisericești și a finanțelor monahale, ce au privat mănăstirile de o mare parte din veniturile lor.

### Activitatea patriarhală
Ioan al XII-lea s-a dovedit a fi un patriarh prudent și responsabil, cu o conștiință socială dezvoltată. A reacționat de multe ori la inițiativele arbitrare ale împăratului Andronic al II-lea (1282–1328). El l-a încoronat la 21 mai 1294 pe Mihail al IX-lea ca împărat asociat la domnie al tatălui său, Andronic al II-lea. A refuzat să ratifice măsura propusă de Andronic al II-lea de a afurisi pe oricine ar conspira împotriva tronului, opunându-se astfel încercării împăratului de a folosi autoritatea spirituală a Bisericii pentru înăbușirea revoltelor și protejarea dinastiei conducătoare a Paleologilor. Patriarhul s-a amestecat adesea în treburile guvernamentale, s-a împotrivit alianței cu Serbia și și-a manifestat opoziția atât față de împărat, cât și față de demnitarii imperiali. În timpul păstoririi sale, Ioan a luptat împotriva simoniei și a interzis practica cumpărării votanților pentru obținerea funcției de episcop.

### Conflictul cu privire la căsătoria Simonidei

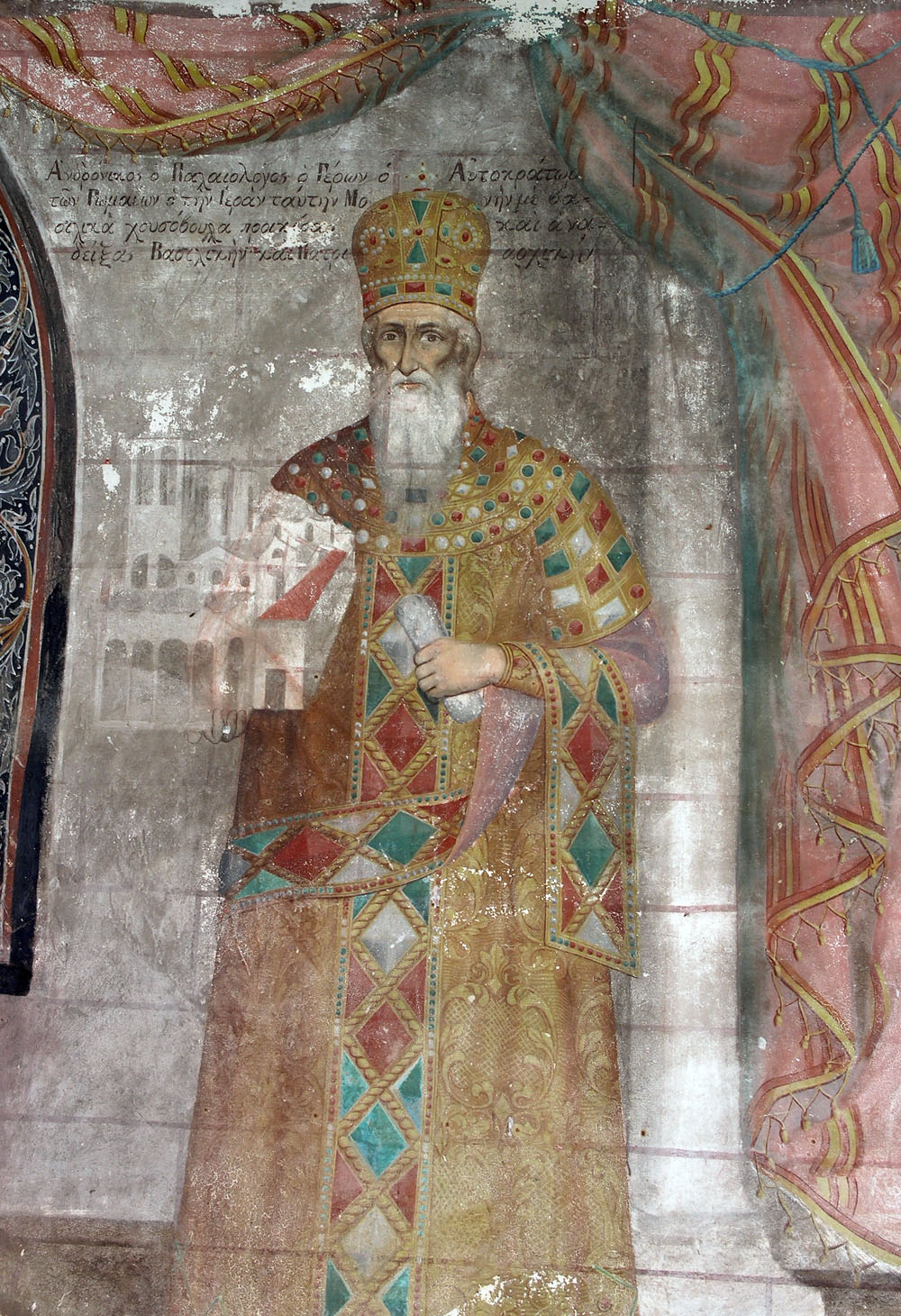
Andronic al II-lea, împăratul bizantin (1282–1328)

Un conflict major cu împăratul Andronic a avut loc în anul 1299, atunci când patriarhul s-a opus cu fermitate proiectului de căsătorie a Simonidei Paleologina, fiica în vârstă de doar 5 ani a împăratului Andronic, cu Ștefan Milutin, regele de vârstă mijlocie și promiscuu al Serbiei (1282-1321). Din cauza iernii grele, împăratul Andronic a fost nevoit, după spusele cronicarului George Pachymeres, să-și amâne plecarea spre Est pentru luna februarie și a decis să nu-l anunțe pe patriarhul Ioan, cu care mai fusese în conflict, despre căsătoria pe care o plănuia. La aflarea veștii, patriarhul a fost profund jignit, deoarece credea că acea căsătorie nu poate fi încheiată fără acordul lui. Ioan a părăsit Constantinopolul pentru a se întâlni cu împăratul la Silistra, unde Andronic a ajuns abia pe 3 martie. Discuția a avut loc a doua zi, duminică, după slujba religioasă, iar patriarhul a ridicat două probleme: problema numirii dușmanului său de moarte, Ioan Tarchaniot, ca strateg în Orient și problema căsătoriei Simonidei. Împăratul a refuzat, însă, orice discuție, l-a salutat pe patriarh și a părăsit orașul. Ioan a fost profund jignit de gestul împăratului și a declarat că nu se va întoarce la patriarhie înainte de sosirea împăratului. Căsătoria Simonidei cu Milutin nu era permisă de canoanele bisericești: Milutin a fost căsătorit anterior de mai multe ori (mai întâi cu o aristocrată necunoscută, apoi cu Helena Doukaina Angelina, fiica principelui Tesaliei, cu Elisabeta, fiica regelui maghiar Ștefan al V-lea, și în cele din urmă cu Ana Terter, fiica țarului bulgar Gheorghe I), iar Andronic fusese căsătorit, atunci când nu era încă împărat, cu Anna, o altă fiică a regelui maghiar Ștefan, deci cei doi monarhi era cumnați.

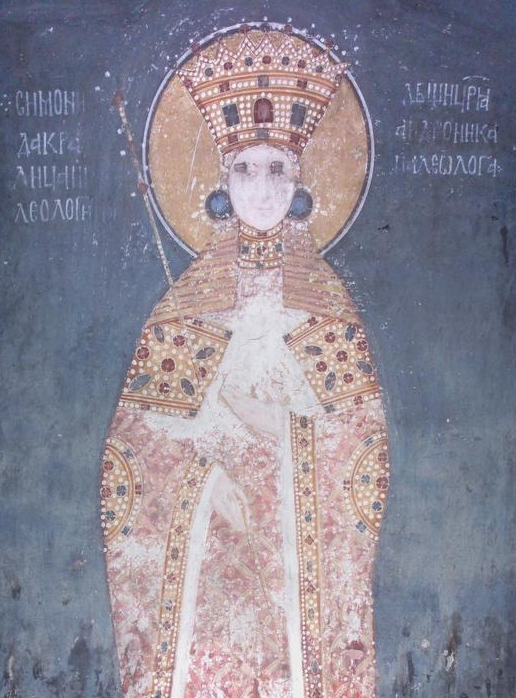
Simonida Paleologina, regina Serbiei (1299–1321).

Patriarhul a trebuit curând să părăsească Silistra și să meargă la Constantinopol din cauza unei boli de ochi. Nu a mers la patriarhie, așa cum promisese, și a rămas în Mănăstirea Pammakaristos. Împăratul a ajuns în perioada Paștelui la Salonic, unde a continuat pregătirile pentru căsătoria Simonidei cu Milutin. Regele sârb l-a predat bizantinilor pe războinicul Kotanić ca ostatic și a refuzat cererea biantinilor ca regina mamă Elena de Anjou să participe la nuntă, aparent din cauza vârstei și a duratei călătoriei, dar în realitate din cauza împotrivirii ei față de schimbarea politicii externe a lui Milutin. Căsătoria Simonidei cu Milutin a fost celebrată în primăvara anului 1299.
Andronic a rămas mai multă vreme la Salonic și s-a întors la Constantinopol abia în anul 1300, luându-i cu el pe Kotanić și pe Ana Terter, fosta soție a lui Milutin. În ciuda încercărilor împăratului de a rezolva conflictul, patriarhul Ioan a refuzat să se întoarcă la sediul său, până când nu va fi lămurită situația căsătoriei Simonidei. Împăratul a mers la 1 februarie 1300, împreună cu alți prelați, la mănăstirea unde locuia patriarhul. Potrivit cronicarului Pachymeres, Andronic a justificat căsătoria fiicei sale cu Milutin prin necesitatea încheierii unei păci cu Serbia, care permitea asigurarea liniștii la hotarele imperiului. Încălcarea canoanelor bisericești a fost, de asemenea, respinsă ca motiv al nulității căsătoriei: Milutin își alungase prima soție fără a divorța de ea, iar celelalte căsătorii erau, prin urmare, nule, așa că Milutin nu s-a căsătorit canonic decât o singură dată, înaintea Simonidei. Discursul lui Andronic i-a impresionat pe prelații care-l însoțeau și, se pare, că și pe patriarh, care a promis că se va întoarce chiar a doua zi la sediul patriarhal. Împăratul s-a angajat să realizeze o serie de reforme economice la cererea patriarhului, care a considerat că era necesar să-și asume sarcina de apărător al săracilor.

### Retragerea
Reconcilierea cu împăratul Andronic din anul 1300 a fost de scurtă durată. Împăratul a promis că va realiza reformele fiscale propuse de patriarh, dar nu s-a ținut de cuvânt. În iulie 1302 Ioan al XII-lea a amenințat din nou că va demisiona, iar Andronic, temându-se de iscarea unor revolte populare, a căutat un pretext pentru a-l rechema pe Atanasie. Împăratul a încercat să profite de presupusele capacități profetice ale acestuia din urmă pentru a-i oferi legitimitate. Atanasie a prezis că o mare catastrofă urma să se abată în curând asupra imperiului, dacă locuitorii săi nu se vor pocăi și nu vor trăi în concordanță cu poruncile Bisericii Ortodoxe. Cutremurul puternic care a lovit Constantinopolul la 15 ianuarie 1303 a fost interpretat de locuitorii capitalei ca o împlinire a proorociei și a făcut ca fostul patriarh să devină extrem de popular. Confruntat cu această situație, Ioan al XII-lea a demisionat din funcția de patriarh la 21 iunie 1303 (sau, după altă sursă, la 23 august 1303).
După ce a demisionat din funcție, Ioan s-a întors la Sozopolis. Luat prizonier de bulgari, el a fost trimis în anul 1308 ca reprezentant al țarului bulgar în negocierile de pace cu împăratul bizantin Andronic al II-lea. Este ultima dată când numele său mai apare în sursele istorice. Anul și locul morții sale nu sunt cunoscute.